# 버팔로 상업은행
버팔로 상업은행(Buffalo Commercial Bank, BCB)은 남수단의 상업은행이다. 이 은행은 남수단의 국립 은행 규제 기관인 남수단 은행이 인가한 상업은행 중 하나이다.

## 개요
이 은행은 남수단 원주민 금융 기관으로, 이 지역 사람들과 기업의 은행 업무를 처리한다. 남수단의 수도이자 가장 큰 도시인 주바에 본사를 둔 작지만 성장하는 사립 상업은행이다.

## 역사
버팔로 상업은행은 수단과 남수단 간의 적대 행위가 중단되고 2005년 케냐, 나이바샤에서 포괄적 평화 협정 (CPA)이 체결된 후 2008년에 설립되었다.

## 소유권
이 은행의 주식은 비공개로 소유된다. 2010년 10월년 기준 현재, 상세한 주식 보유 현황은 공개적으로 알려져 있지 않다.

## 지점망
이 은행의 지점망은 다음 위치를 포함한다:

1. 말라키아 지점 - 주바
2. 주바 시장 지점 - 주바 본점
3. 와자라트 지점 - 장관 관저, 주바
4. 와우 지점 - 와우 (도시)

## 지배구조
은행은 9명으로 구성된 이사회의 지배를 받는다. 현재 이사회 의장은 루알 아쿠엑 루알 뎅이다.

## 같이 보기
- 남수단의 은행 목록
- 남수단 중앙은행
- 남수단의 경제